# Collio
Collio é uma comuna italiana da região da Lombardia, província de Bréscia, com cerca de 2.300 habitantes. Estende-se por uma área de 53 km², tendo uma densidade populacional de 43 hab/km². Faz fronteira com Bagolino, Bienno, Bovegno, Lavenone, Marmentino, Pertica Alta, Pertica Bassa.

## Demografia
| Variação demográfica do município entre 1861 e 2011                               |
|                                                                                   |
| Fonte: Istituto Nazionale di Statistica (ISTAT) - Elaboração gráfica da Wikipedia |